# Rainbow (케샤의 음반)
《Rainbow》는 미국의 가수 겸 작곡가 케샤의 세 번째 정규 앨범이다. 2017년 8월 11일, 케모사베와 RCA 레코드를 통해 발매되었다. 이 앨범은 주로 팝 장르에 기반하고 있으며, 팝 록, 글램 록, 네오 소울, 컨트리 팝 등의 요소를 포함하고 있다. 가사 주제는 과거를 놓아주는 것, 과거의 실수에 대해 스스로를 용서하는 과정, 자존감, 여성의 권한 부여 등을 다룬다. 케샤는 앨범 프로덕션에 중심적인 역할을 맡았으며, 리키 리드, 드루 피어슨, 벤 폴즈, 그녀의 어머니인 페브 시버트 등 여러 프로듀서와 협업했다.
《Warrior》(2012)의 발매 이후, 케샤는 개인적·직업적으로 여러 어려움을 겪었다. 섭식 장애와 정서적 문제로 인해 치료 센터에 머문 적이 있었으며, 전 프로듀서 닥터 루크를 성적·신체적·정서적 학대로 고소하면서 세간의 주목을 받는 법적 다툼을 벌이기도 했다. 케샤는 2014년 재활 치료 중 세 번째 정규 앨범의 작업을 시작했으며, 당시의 음반 계약상 닥터 루크와 작업해야 한다는 조항이 있었지만, 그녀는 독자적으로 새로운 곡들을 녹음한 뒤 이를 레이블에 전달했다. 2016년에는 케샤가 닥터 루크 없이 새 앨범을 제작할 수 있도록 소니 뮤직 엔터테인먼트가 보장하면서, 본격적인 작업 개시가 확인되었다. 《Rainbow》의 리드 싱글 〈Praying〉은 2017년 7월 발매되었으며, 이후 여러 나라에서 플래티넘 인증을 받았다. 두 번째 싱글 〈Woman〉은 그 뒤를 이어 발매되었고, 세계적으로 중간 정도의 상업적 성공을 거두었다.
《Rainbow》는 케샤의 첫 두 정규 앨범에서 주로 사용되던 일렉트로팝 사운드에서 확연히 벗어난 작품이다. 케샤는 앨범의 전곡 중 한 곡을 제외한 모든 곡을 공동 작곡했으며, 이번 작품은 자신이 "완전한 인간의 경험을 하는 진짜 사람"임을 반영하고 싶었다고 밝혔다. 그녀는 이전 작품들에는 균형이 없었다고 언급했다. 이번 앨범은 이기 팝, 티렉스, 돌리 파튼, 비틀즈, 롤링 스톤스, 비치 보이스, 제임스 브라운, 스위트 등 다양한 뮤지션들로부터 영향을 받았으며, 돌리 파튼, 이글스 오브 데스 메탈, 댑 킹스 혼스가 참여한 협업 곡들도 수록되었다.
《Rainbow》는 미국 《빌보드》 200 차트에서 117,000 앨범 환산 유닛으로 1위로 데뷔했다. 앨범은 비평가들로부터 광범위한 찬사를 받았으며, 페미니즘적인 관점, 독창성, 장르를 넘나드는 구성, 케샤의 보컬 퍼포먼스 등이 높이 평가되었다. 이 앨범은 미국 음반 산업 협회(RIAA)로부터 플래티넘 인증을 받았으며, 제60회 그래미 어워드에서 최우수 팝 보컬 앨범 부문 후보에 오르며 케샤에게 첫 그래미 노미네이션을 안겨주었다. 케샤는 텔레비전 및 음악 페스티벌 무대를 통해 앨범을 홍보했으며, Rainbow Tour(2017–2019) 및 Adventures of Kesha and Macklemore(2018) 투어를 통해 미국 래퍼 맥클모어와 함께 공연을 이어갔다.

## 곡 목록
| #            | 제목                                                                 | 작사·작곡                                                      | 프로듀서                                       | 재생 시간 |
| ------------ | -------------------------------------------------------------------- | -------------------------------------------------------------- | ---------------------------------------------- | --------- |
| 1.           | 〈Bastards〉                                                         | Kesha Sebert                                                   | Ricky Reed Drew Pearson [a] Nate Mercereau [b] | 3:51      |
| 2.           | 〈Let 'Em Talk〉 (featuring Eagles of Death Metal)                   | K. Sebert James Newman Stuart Crichton                         | K. Sebert Crichton                             | 3:05      |
| 3.           | 〈Woman〉 (featuring The Dap-Kings Horns)                            | K. Sebert Pearson Stephen Wrabel                               | Brody Brown Pearson [a]                        | 3:16      |
| 4.           | 〈Hymn〉                                                             | K. Sebert Cara Salimando Eric Frederic Jonny Price Pebe Sebert | Ricky Reed Price                               | 3:25      |
| 5.           | 〈Praying〉                                                          | K. Sebert Ryan Lewis Andrew Joslyn Ben Abraham                 | Lewis Jon Castelli [b]                         | 3:50      |
| 6.           | 〈Learn to Let Go〉                                                  | K. Sebert Crichton P. Sebert                                   | Reed Crichton                                  | 3:37      |
| 7.           | 〈Finding You〉                                                      | K. Sebert Frederic Justin Tranter                              | Reed                                           | 2:52      |
| 8.           | 〈Rainbow〉                                                          | K. Sebert                                                      | Ben Folds Rob Moose [b]                        | 3:38      |
| 9.           | 〈Hunt You Down〉                                                    | K. Sebert Richard Nowels                                       | Nowels                                         | 3:17      |
| 10.          | 〈Boogie Feet〉 (featuring Eagles of Death Metal)                    | K. Sebert Pearson P. Sebert                                    | Pearson                                        | 2:53      |
| 11.          | 〈Boots〉                                                            | K. Sebert Frederic Rogét Chahayed Tranter                      | Reed Mercereau [c] Chahayed [c]                | 3:03      |
| 12.          | 〈Old Flames (Can't Hold a Candle to You)〉 (featuring Dolly Parton) | Hugh Moffatt P. Sebert                                         | K. Sebert [a] P. Sebert Pearson [d]            | 4:26      |
| 13.          | 〈Godzilla〉                                                         | P. Sebert Claire Wilkinson Nathan Chapman                      | Reed Pearson [a]                               | 2:08      |
| 14.          | 〈Spaceship〉                                                        | K. Sebert Pearson P. Sebert                                    | Pearson[a]                                     | 5:15      |
| 총 재생 시간 | 총 재생 시간                                                         | 총 재생 시간                                                   | 총 재생 시간                                   | 48:36     |

| #            | 제목          | 작사·작곡        | 프로듀서     | 재생 시간 |
| ------------ | ------------- | ---------------- | ------------ | --------- |
| 15.          | 〈Emotional〉 | K. Sebert Wrabel | Pearson      | 3:44      |
| 총 재생 시간 | 총 재생 시간  | 총 재생 시간     | 총 재생 시간 | 52:20     |

## 인증
| 국가                               | 인증 | 판매량/출하량 |
| ---------------------------------- | ---- | ------------- |
| 캐나다 (뮤직 캐나다)               | 골드 | 40,000        |
| 미국 (RIAA)                        | 골드 | 500,000       |
| 판매량+스트리밍을 기반으로 한 인증 |      |               |

## 평가
| Professional ratings | Professional ratings |
| 총 점수              | 총 점수              |
| 출처                 | 점수                 |
| -------------------- | -------------------- |
| AnyDecentMusic?      | 7.7/10               |
| 메타크리틱           | 81/100               |
| 평가 점수            |                      |
| 출처                 | 점수                 |
| AllMusic             | [ 6 ]                |
| The A.V. Club        | B+                   |
| Consequence of Sound | B                    |
| Entertainment Weekly | A–                   |
| The Guardian         | [ 10 ]               |
| NME                  | [ 11 ]               |
| Paste                | 9.0/10               |
| Pitchfork            | 6.8/10               |
| Rolling Stone        | [ 14 ]               |
| Slant Magazine       | [ 15 ]               |